# 三浦昇
三浦 昇（みうら のぼる、1970年7月5日 - ）は、日本の政治家、実業家。テリンクスドットコム代表取締役。衆議院議員（1期）、山口県議会議員（1期）を務めた。

## 経歴
山口県宇部市生まれ。宇部市立琴芝小学校、宇部短期大学付属中学校（のちの宇部フロンティア大学付属中学校）を経て、1989年（平成元年）3月に同香川高等学校（のちの宇部フロンティア大学付属香川高等学校）を卒業。早稲田大学に進学したいと考えていたため同大学を受験したものの不合格に終わる。のちに、「一浪したのに大学受験に失敗し、しかも、当時付き合っていた彼女と駆け落ち同然の『恋の逃避行』まで演じたあげく結局は、専門学校へ入学」したと述べている。1993年（平成5年）、スポーツ医学系の専門学校を卒業した。
その後一念発起し、1995年（平成7年）、24歳で再び大学受験。慶應義塾大学には不合格であったが、桜美林大学経済学部商学科に合格し、同大学に進学した。1998年（平成10年）、当時小沢一郎が率いていた自由党に入党。以降、藤井裕久のもとで3年間ボランティア活動を行ったと三浦は述べている。1999年（平成11年）3月、同大学卒業。同年11月11日、ウェブサービス「TELINX」を開設。2001年（平成13年）6月6日、事業の法人化に伴い有限会社テリンクスドットコムを設立し、同社代表取締役に就任。
2003年（平成15年）3月、慶應義塾大学大学院政策・メディア研究科修士課程修了。2005年（平成17年）2月、宇部市に帰郷。同年9月11日に施行された第44回衆議院議員総選挙に民主党公認で山口3区に立候補するも、自由民主党の河村建夫に6万2597票差で敗れた。2009年（平成21年）8月30日施行の第45回衆議院議員総選挙にも出馬するが、民主党に追い風が吹いていた状況下にもかかわらず、河村の前にまたも敗れ、重複立候補していた比例中国ブロックでも落選した。
その後、2011年（平成23年）4月10日施行の第17回統一地方選挙の一環として組まれた山口県議会議員選挙に宇部市選挙区から出馬し、同選挙区第4位となる1万1186票を獲得し当選。2012年、比例中国ブロック選出の民主党衆議院議員高邑勉が2012年山口県知事選挙への出馬のため議員辞職した。このため、同年7月13日、中央選挙管理会により民主党比例代表候補者名簿の次点であった三浦の繰り上げ当選が決定した。これにより三浦は山口県議会議員を辞職し、衆議院議員へ鞍替えした。
同年12月16日施行の第46回衆議院議員総選挙では、比例中国ブロック単独で出馬するも落選。2014年（平成26年）12月14日施行の第47回衆議院議員総選挙に山口3区から出馬するも、再度河村に敗れ落選。

## 政見・政策
「詰め込み教育こそ、真の教育である」という考え方に「全面的に賛成」と自身の著書で述べており、自身が反対する「ゆとり教育」の対極にあるのが「詰め込み教育」としている。このほか、自身のウェブサイトにおいて、年金制度の抜本対策、少子化対策、食料自給率向上等の政策を挙げている。
2012年、毎日新聞による第46回衆議院議員総選挙のアンケートで女性宮家に反対と答えている。2014年、朝日新聞と東京大学谷口研究室による第47回衆議院議員総選挙のアンケートでは選択的夫婦別姓制度導入にどちらかといえば賛成と答えている。また、日本軍の「慰安婦」強制を否定したとしんぶん赤旗が掲載している。

## 人物

### 思想信条・信念
尊敬する政治家として藤井裕久を挙げている。三浦が政治活動を始めたきっかけも、1998年に自由党へ入党し、藤井の元で3年間ボランティア活動を経験したことに端を発している。
「努力!の天才」「一発逆転ストラテジスト」を名乗る。2009年（平成21年）頃まで、「ほぼ労働ゼロで月収50万!プチ天才の積極リタイヤ術」「普通の人がプチ天才になって学歴を一発逆転する方法」などと称する情報商材を販売していた。「学歴を一発逆転」については自身の経歴を参考にしたもので、「一発逆転」の事例として「専門学校卒の男が…→慶応卒に!→そして衆議院公認候補にまでなった原点は学歴改造にあった!」と記載していた。三浦の言う「プチ天才」とは、「普通の人」の潜在能力を引き上げ「天才」に近づいた状態を指す。
2005年の第44回衆議院議員総選挙において民主党の衆議院公認候補者の内定を獲得できたのは「占い・風水・開運術を利用したから」と述べている。前年の2004年の暮れ、家族に「おれは魔術をかけているから、絶対に公認を獲る」と話し「2005年の4月に決まる」と「予言」もしていたが、「実際に、その通りになりました」としている。
自身が通学していた学校の評価について、香川高等学校は「地元では、とりあえずそれなりの進学校」、桜美林大学は「納得のいかない二流大学」、慶應義塾大学大学院は「超が付くほどの一流大学院」と述べている。

### 連合山口との関係
2012年の比例中国ブロック繰り上げ当選に際し、当時三浦が所属していた民主党の最大の支援組織であり、三浦の県議会議員選挙を支援した連合山口宇部地協（当時、後の中部地協宇部地区会議）の了解を得ずに県議会議員を辞職したことをめぐり関係が悪化。2014年の衆議院選挙においても連合山口は「本人からはいまだに説明がない」として組織推薦を見送り、選挙区内の連合組合員約1万2千人の支援を受けられなくなった。
これを受け三浦は自身に繰り上げ議席を譲った後、山口1区で維新の党から立候補を決めていた高邑勉に協力を仰ぎ、両名で維新と民主の相互推薦を受けることを目指したが実現せず、政党支部として独自に選挙協力を行うことを共同記者会見にて発表、協力については党の「県連の了承も得ている」とし「民主党単体では、これからの政治はなかなかうまくいかない」と支援を呼びかけたが、選挙戦の結果2009年の7万3760票から2万9329票へと票数を減らし落選した。

## 著作
- （jpn : 日本語）『「努力!の天才」思考術 : 「運」も味方につける』スリーエーネットワーク、東京、2007年5月。ISBN 9784883194179。2015年9月30日閲覧。